# Korša
Korša (mađ. Kórós) je selo na krajnjem jugu Republike Mađarske.
Zauzima površinu od 15,12 km četvornih.

## Zemljopisni položaj
Nalazi se na 45° 52' 1" sjeverne zemljopisne širine i 18° 5' 4" istočne zemljopisne dužine, 7,5 km sjeveroistočno od Drave i granice s Hrvatskom. Podravska Moslavina i Donji Miholjac u RH su 12 km jugozapadno odnosno jugoistočno. 
Nalazi se u kraju zvanom Ormánság. Kraj je izvorno bio bogat gustim šumama. Danas je teren močvarni i bogat vodama. 
Sámod je 2,5 km, a Vajslovo 6 km zapadno-jugozapadno, Páprád je 5 km sjeverozapadno, Bogádmindszent je 4 km sjeverozapadno-sjeverno, Edsemartin je 2,5 km sjeverno, Siklósbodony  je 4 km sjeverno-sjeveroistočno, Pabac je 4 km sjeveroistočno, Visov je 4,5 km istočno-sjeveroistočno, Rádfalva je 2 km istočno-jugoistočno, Drávapiski je 2 km jugoistočno, a Adorjás je 1,5 km jugozapadno.

## Upravna organizacija
Upravno pripada Šeljinskoj mikroregiji u Baranjskoj županiji. Poštanski broj je 7841. 

## Povijest
Korša i okolica su bili naseljeni još u pretpovijesno doba. 
Povijesni dokumenti 1341. spominju Villu Korus, a 1444. se spominje Poss Karos. 1478. se spominje kao posjed šikloške tvrđave. 
Padom pod Turke 1543. se znatno smanjio broj stanovnika. 
Zemljovidi iz 1785. prikazuju ovaj kraj. Ceste su na mjestima bile ojačane stupovima na močvarnijem tlu. Izvorni okoliš se dosta izmijenio reguliranjem Drave i Fekete-viza između 1841. i 1896.

## Stanovništvo
Korša ima 238 stanovnika (2001.). Mađari su većina. U selu ima 6% Roma, koji u selu imaju manjinsku samoupravu. Skoro 3/4 sela su rimokatolici, a 17% čine kalvinisti.

## Poznate osobe
- Kálmán Döbröczöni (1899. – 1966.)

## Vanjske poveznice
- (mađ.) Kórós a Vendégvárón  Arhivirana inačica izvorne stranice od 21. svibnja 2005. (Wayback Machine)
- Korša na fallingrain.com